# لی سانگ اون
لی سانگ اون (انگلیسی: Lee Sang-eun؛ زادهٔ ۵ مارس ۱۹۷۵) بازیکن هندبال اهل کره جنوبی است.